# Sacculifer
Sacculifer is een geslacht van wantsen uit de familie van de Miridae (Blindwantsen). Het geslacht werd voor het eerst wetenschappelijk beschreven door Kerzhner in 1959.

## Soorten
Het genus bevat de volgende soorten:

- Sacculifer picticeps (Kerzhner, 1959)
- Sacculifer rufinervis (Jakovlev, 1880)